# Mahis
Mahis – miasto w Jordanii, w muhafazie Al-Balka. W 2015 roku liczyło 17 754 mieszkańców.